# Ishidaella richmondensis
Ishidaella richmondensis är en insektsart som först beskrevs av William Lucas Distant 1917.  Ishidaella richmondensis ingår i släktet Ishidaella och familjen dvärgstritar. Inga underarter finns listade i Catalogue of Life.